# Aglutinacijski jezik
Aglutinacijski jezik je jezik, ki besede in oblike tvori z lepljenjem sestavnih pomenskih delov; gre za nekakšno mehanično sklapljanje. Vsaka pripona ali predpona načeloma predstavlja eno enoto pomena. Poleg fuzijskih (pregibnih) jezikov spadajo aglutinacijski jeziki med tako imenovane sintetične jezike.
Med aglutinacijske jezike spadajo na primer uralski jeziki (finščina, madžarščina ...), kavkaški jeziki, altajski jeziki, dravidski jeziki, huritščina, urartščina ...
Primer aglutinacijske tvorbe v finščini:
- talo – hiša
- talossa – v hiši
- talossamme – v naši hiši
- talossammekinko – Ali tudi v naši hiši?
- talossammekinkohan –  Ali res tudi v naši hiši?